# Huey P. Long Bridge (Jefferson Parish)
Die Huey P. Long Bridge ist eine kombinierte Eisenbahn- und Straßenbrücke über den Mississippi im Jefferson Parish im Bundesstaat Louisiana der USA. Sie führt sechs Spuren des U.S. Highway 90 sowie zwei Gleise der New Orleans Public Belt Railroad, die Eigner der Brücke ist. Die Stahl-Fachwerkbrücke mit Gerberträger wurde 1926 von Ralph Modjeski entworfen und zwischen 1933 und 1935 errichtet. Sie war die erste Mississippibrücke im Großraum New Orleans und im gesamten Bundesstaat. Benannt ist sie nach dem damaligen Gouverneur Louisianas Huey Pierce Long, der kurz vor der Fertigstellung der Brücke einem Attentat zum Opfer fiel.
Im Rahmen eines großangelegten Infrastrukturprogramms von Louisiana wurde zwischen 2006 und 2013 der ursprünglich vierspurige Straßenteil auf sechs Spuren erweitert, wobei die Hauptbrücke durch zusätzliche Fachwerke beidseitig verbreitert wurde. Entwurf und Planung erfolgten ab den 1990er Jahren durch Modjeski & Masters, deren Firmengründer schon das ursprüngliche Bauwerk entworfen hatte. 2012 nahm die ASCE die Brücke in die Liste der historischen Meilensteine der Ingenieurbaukunst auf. Das tägliche Verkehrsaufkommen im Straßenverkehr lag 2017 bei durchschnittlich 40.900 Fahrzeugen.

## Geschichte

### Erste Planungen seit den 1890er Jahren
Bis Anfang der 1890er Jahre gab es keine Brücke am Unterlauf des Mississippi. Lange Zeit erschien der Bau einer Brücke wegen der Breite des Flusses, der ungünstigen Untergrundverhältnisse und der ausgedehnten Überschwemmungsgebiete unmöglich. Mit der Frisco Bridge entwarf George S. Morison für die St. Louis – San Francisco Railway (kurz: Frisco) die erste Eisenbahnbrücke, die 1892 in Memphis eröffnet wurde. Die Southern Pacific plante als erste Eisenbahngesellschaft eine Brücke in New Orleans über den Mississippi und ließ dazu von Elmer Lawrence Corthell – einem ehemaligen Partner von Morison – 1892 Pläne erarbeiten; die Ausführung scheiterte aber während der zweiten Phase der Großen Depression von 1873–1896 an der Finanzierung. 1904 gründete die Stadt New Orleans die New Orleans Public Belt Railroad (NOPB), die 1908 ihren Betrieb aufnahm und zur Verbindung der zahlreichen im Norden und Süden der Stadt endenden Eisenbahnlinien eine Brücke über den Fluss in Angriff nahm.
Erste staatliche Genehmigungen gab es Ende der 1910er Jahre, aber die Detailplanungen verzögerten sich. 1924 engagierte die Public Belt Railroad Commission – Kontrollorgan der NOPB – den Brückenbauingenieur Ralph Modjeski, der mehrere Jahre unter Morison gearbeitet hatte und damals als junger Ingenieur am Bau der Mississippibrücke in Memphis beteiligt war. Modjeski erarbeitete 1926/1927 Entwürfe für eine hohe Eisenbahnbrücke mit einem Gerberträger zur Genehmigung durch das Kriegsministerium der Vereinigten Staaten (War Department). Jeweils zwei Fahrspuren für den Straßenverkehr waren an den Außenseiten der zentralen Fachwerkbrücke vorgesehen. Da Pläne zum Bau einer niedrigen Brücke mit einem beweglichen Brückenteil verworfen wurden, musste die hohe Brücke entsprechend den Vorgaben des War Department eine lichte Höhe von 47 Metern über normalem Wasserstand haben, um den Schiffsverkehr vom Hafen von New Orleans ins Landesinnere und in den Golf von Mexiko nicht zu behindern. Dies erforderte langgestreckte Zufahrten für den Eisenbahnverkehr, wodurch sich die Länge der Brücke auf insgesamt sieben Kilometer summierte. Besondere Herausforderung stellte die Errichtung der Strompfeiler im Mündungsschwemmland des Mississippi Delta dar. Nach zahlreichen Testbohrungen in der frühen Planungsphase führte man 1926 am zukünftigen Standort erneut Bohrungen durch und ließ die Bohrkerne vom Begründer der modernen Bodenmechanik Karl von Terzaghi untersuchen. Dieser empfahl die Absenkung der Pfeilerfundamente im hier hauptsächlich aus feinem Sand bestehenden Flussbett bis auf eine Tiefe von 30 Meter (ca. 50 Meter unterhalb der Wasseroberfläche), wo die Brückenpfeiler nur durch ihr Eigengewicht und die Reibung gehalten würden.

### Bau der Brücke Mitte der 1930er Jahre
Die Finanzierung konnte durch das Einsetzen der Great Depression erst Ende 1932 gesichert und mit den Bauarbeiten schließlich am 31. Dezember 1932 begonnen werden. Für die Ausführung zeichnete Modjeskis damaliges Ingenieurbüro Modjeski, Master & Case unter der Leitung von Frank M. Masters verantwortlich. Die Ausschreibung für die Errichtung des Unterbaus der Hauptbrücke ging an Siems-Helmers, die für die Strompfeiler offene Senkkästen aus Stahlbeton mit Grundflächen von bis zu 20 m × 30 m verwendeten, die wiederum durch große, umgebende Kofferdämme während des Absenkvorganges trockengelegt wurden; die mit Beton versiegelten Senkkästen bildeten dann die Fundamente der Pfeiler. Die Errichtung der Pfeiler an Land und in niedrigem Wasser begann im Frühjahr 1933, mit den zentralen Strompfeilern konnte erst mit dem Rückgang des Wasserpegels im Sommer begonnen werden. Die Fertigstellung dieses Teils des Unterbaus erfolgte Ende 1934. Die Fundamente der Zufahrten wurden zwischen Januar 1933 und Mai 1934 durch MacDonald Engineering errichtet, wobei die Verankerung im Untergrund durch Pfahlgründung erfolgte. Die darauf ruhenden Stahl-Trestle-Brücken errichtete die McClintic-Marshall Corp. ab Juli 1933. Man begann mit der Ost-Zufahrt, die im Dezember fertiggestellt wurde, und fuhr mit der West-Zufahrt zwischen März und Oktober 1934 fort.
Der Auftrag für die Herstellung und Errichtung der Fachwerkbrücke ging an die American Bridge Company, die mit der Fertigung der Stahlelemente im August 1933 und mit deren Montage auf den ersten Pfeilern im März 1934 begann. Nach Fertigstellung der mittleren Strompfeiler im Juli konnte mit dem Aufbau des Fachwerk-Gerberträgers begonnen werden, den man mit Hilfe von Derrickkränen größtenteils im Freivorbau errichtete; mit einigen Stahlgittermasten unter den Kragträgern während der Aufbauphase. Der Lückenschluss des Mittelteils erfolgte im März 1935 und bis Oktober wurde die gesamte Brücke vervollständigt; die Baukosten beliefen sich insgesamt auf 12,8 Mio. US-Dollar. Obwohl der Anstrich der Stahlkonstruktion noch bis Februar 1936 dauerte, konnte die Huey P. Long Bridge am 16. Dezember 1935 eingeweiht werden. Namensgeber der Brücke wurde der ehemalige Gouverneur Louisianas Huey Pierce Long, der im September 1935 einem Attentat im State Capitol in Baton Rouge zum Opfer fiel.

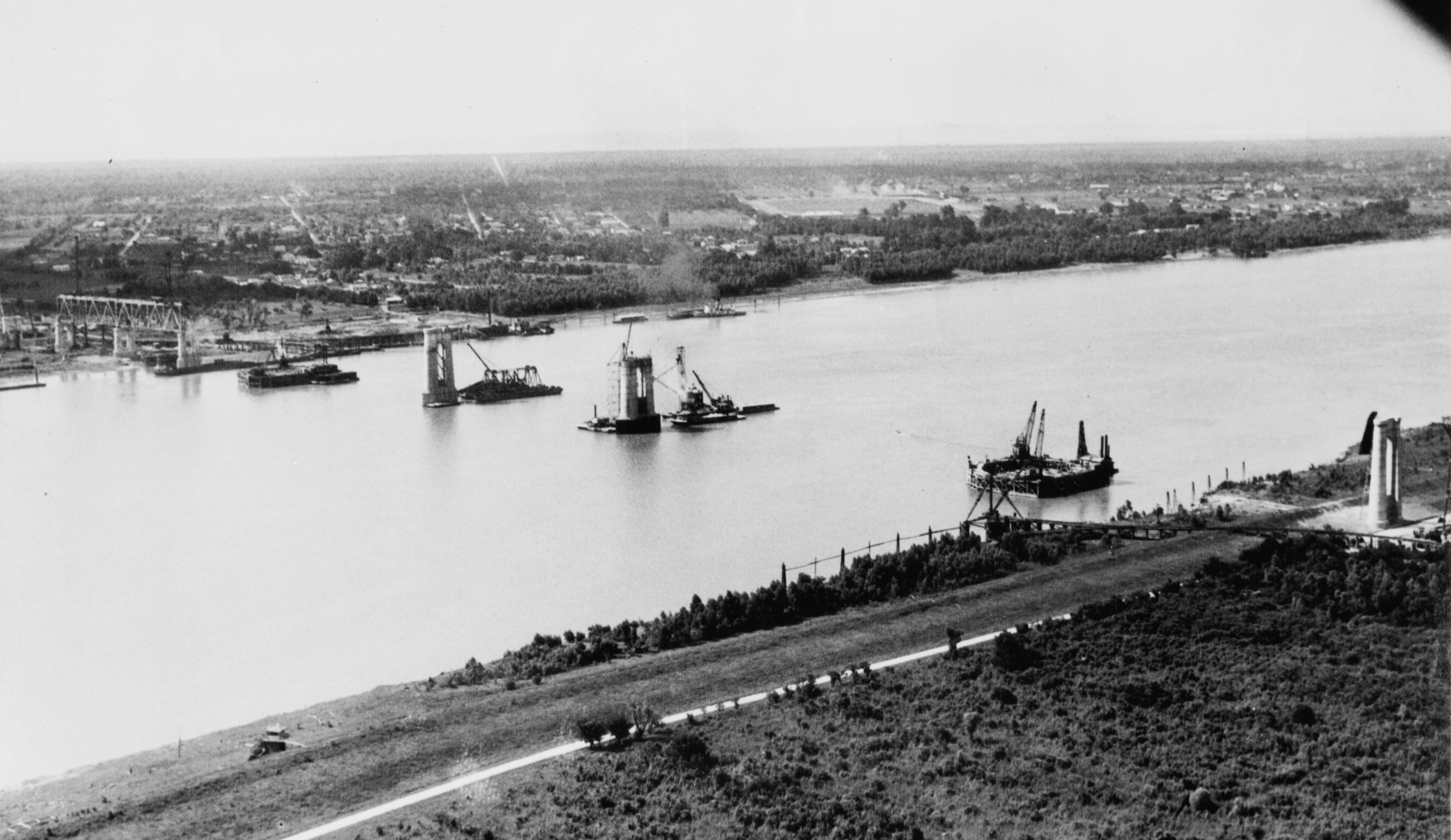
Errichtung der Stahlbetonpfeiler (1934)
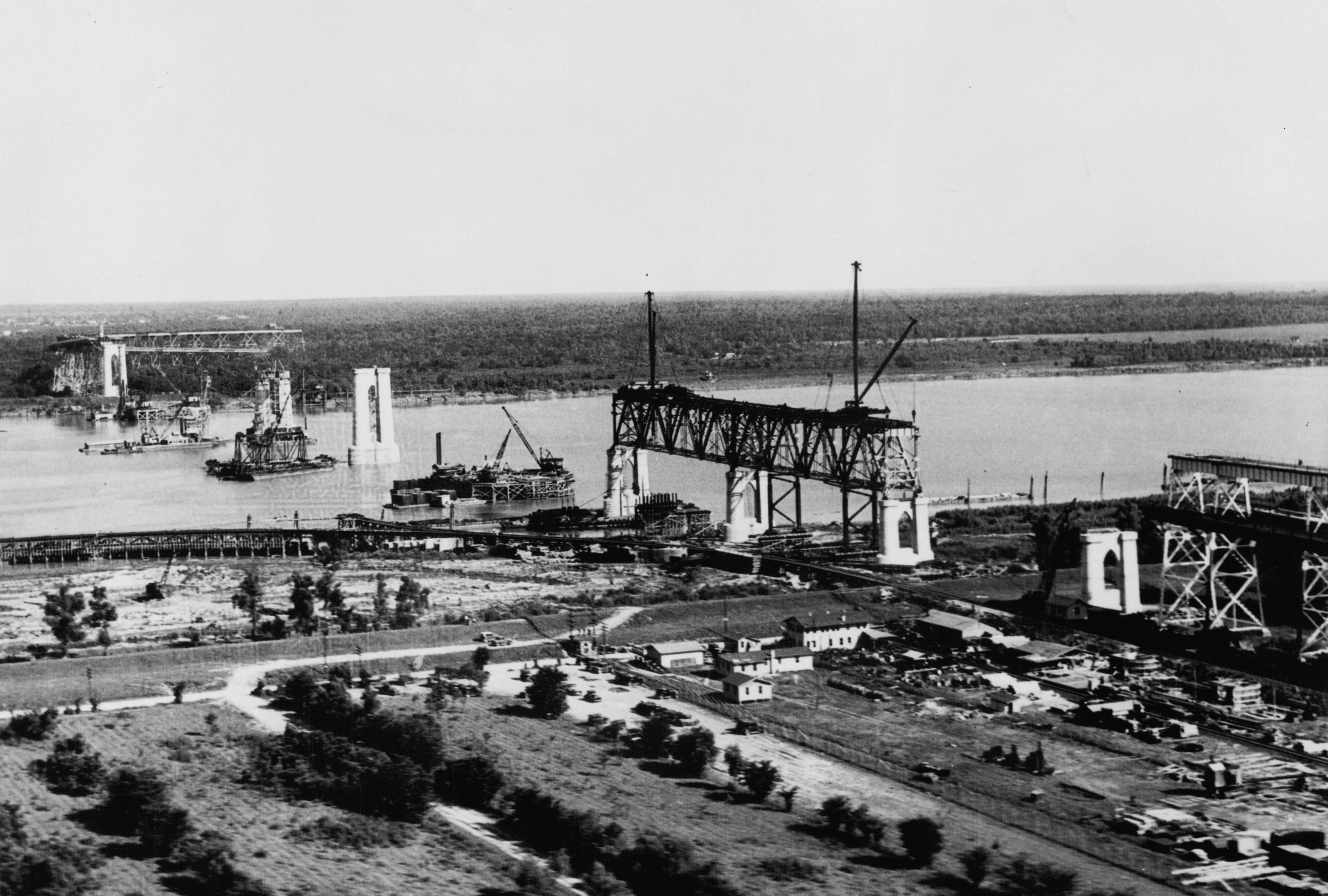
Montage des Überbaus der Hauptbrücke (1934)
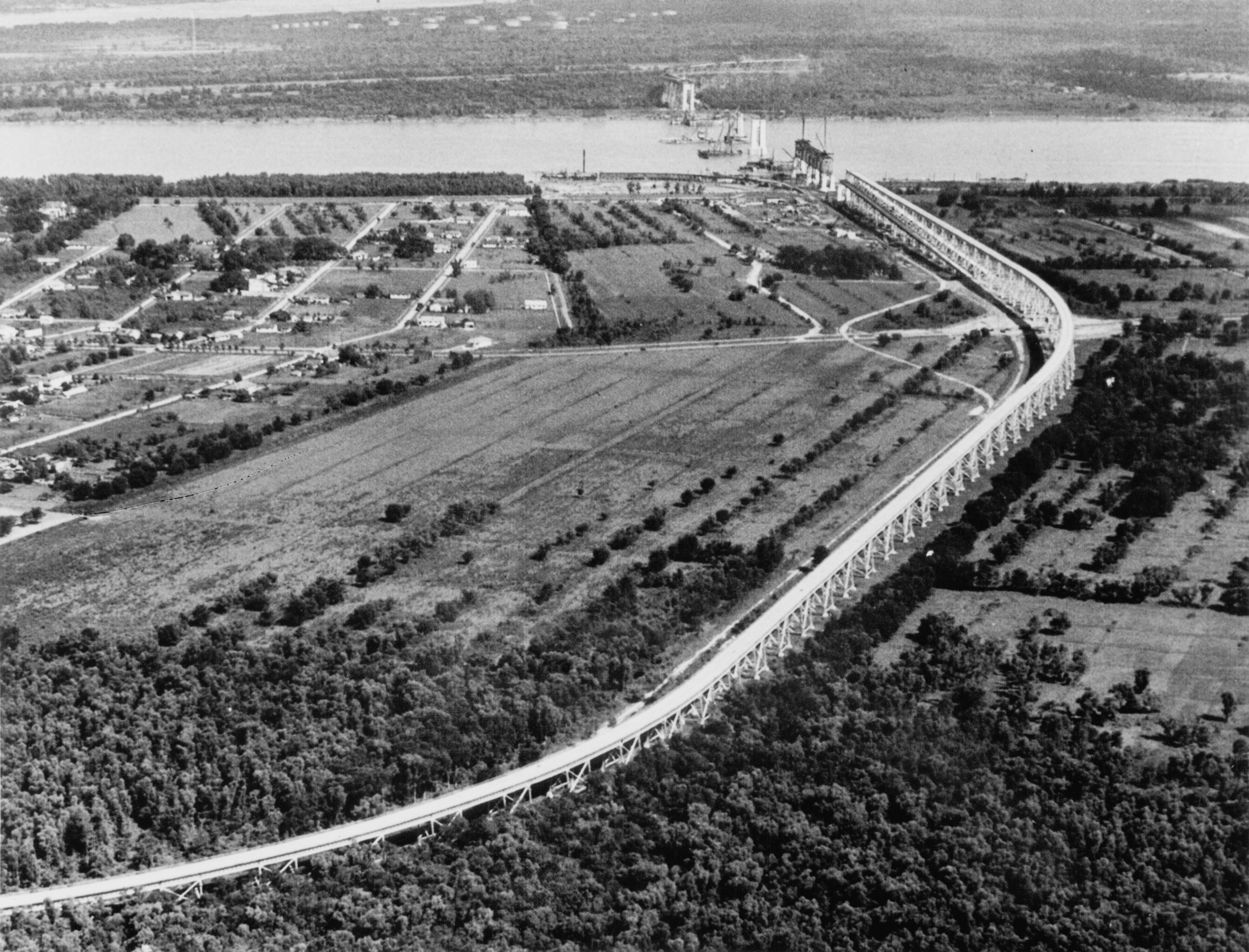
Trestle-Brücke der West-Zufahrt (fertiggestellt bis Ende 1933)
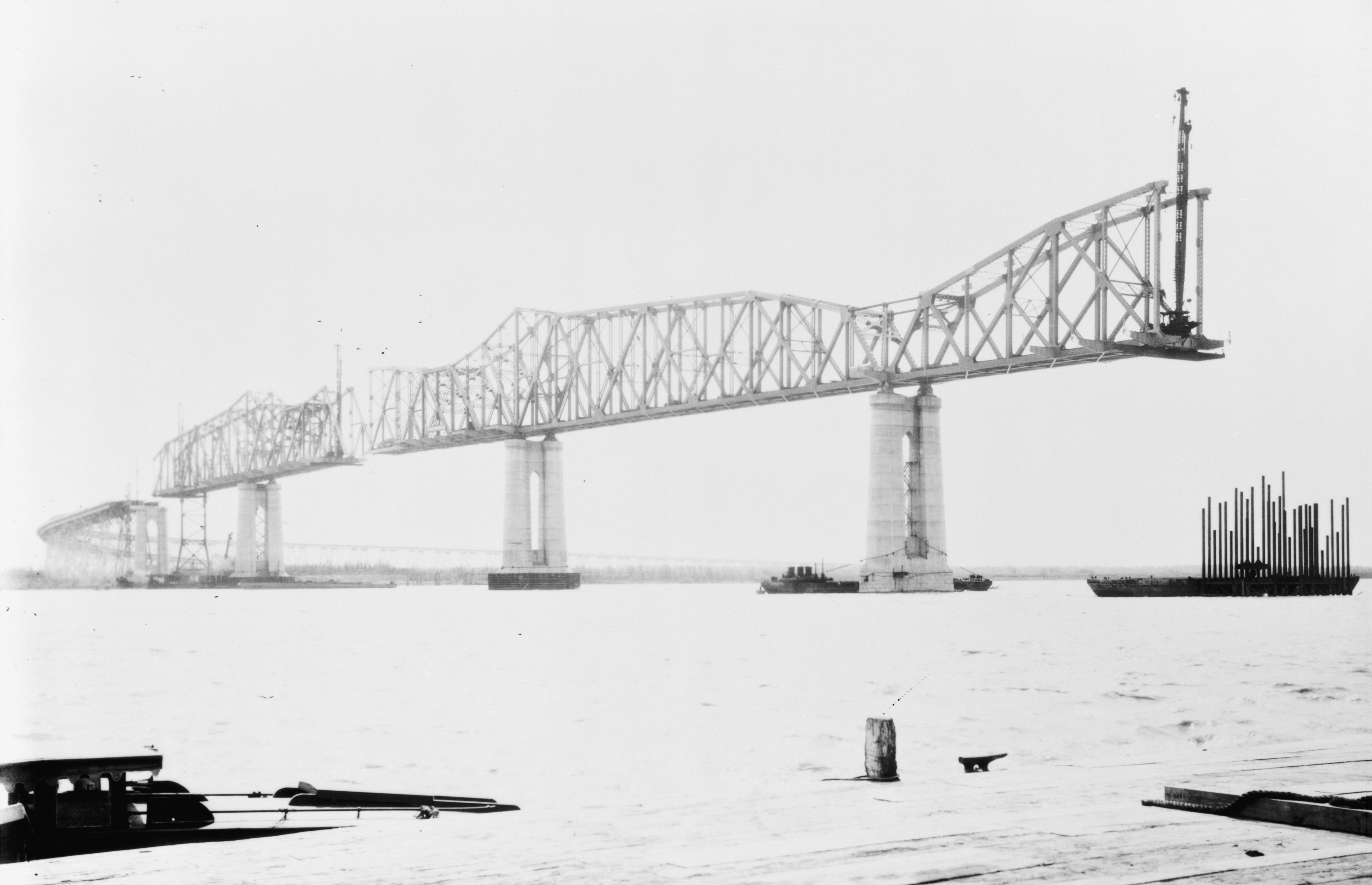
Aufbau des Gerberträgers über den Mississippi im Freivorbau (1935)

### Erweiterung bis 2013
Abgesehen von kleineren Instandsetzungsarbeiten und dem regelmäßigen Anstrich blieb die Brücke seit ihrer Inbetriebnahme über 70 Jahre nahezu unverändert. Mit der Entwicklung des Großraums New Orleans nahm der Straßenverkehr stetig zu und die zwei 2,7-Meter-Fahrspuren je Fahrtrichtung entsprachen mit dem Aufkommen der ISO-Container im Frachtverkehr (bis 2,6 Meter Breite) nicht mehr den Anforderungen an moderne Schnellstraßen (heutiger Standard liegt bei über drei Meter Spurbreite). Schon Anfang der 1980er Jahre prüfte man den Bau einer weiteren Brücke, die aufgrund der Größe des Projektes aber nicht finanzierbar war. 1986 beauftragte das Louisiana Department of Transportation and Development (LaDOTD) das bis heute bestehende Ingenieurbüro der ursprünglichen Konstrukteure der Brücke (Modjeski & Masters) mit Machbarkeitsstudien zur Erweiterung der 5,5-Meter-Straßenbereiche. Man entschied sich daraufhin für einen Ausbau auf über 13 Meter für drei 3,4-Meter-Fahrspuren pro Fahrtrichtung, die Finanzierung erfolgte durch das Infrastrukturprogramm TIMED (Transportation Infrastructure Model for Economic Development) des Bundesstaates Louisiana.
Das 5,2 Mrd. USD umfassende Programm wurde 1989 verabschiedet und sollte ursprünglich eine Laufzeit bis 2004 haben, wurde aber mehrfach verlängert und die Vollendung verzögerte sich durch Hurrikan Katrina und Hurrikan Rita schließlich bis 2016. Neben dem Ausbau der Huey P. Long Bridge für 1,2 Mrd. USD beinhaltete es unter anderem auch den Bau der John James Audubon Bridge und die Verbreiterung der Highways Louisianas auf über 800 Kilometern sowie die Modernisierungen und Erweiterungen des Internationalen Flughafens und Hafens von New Orleans.

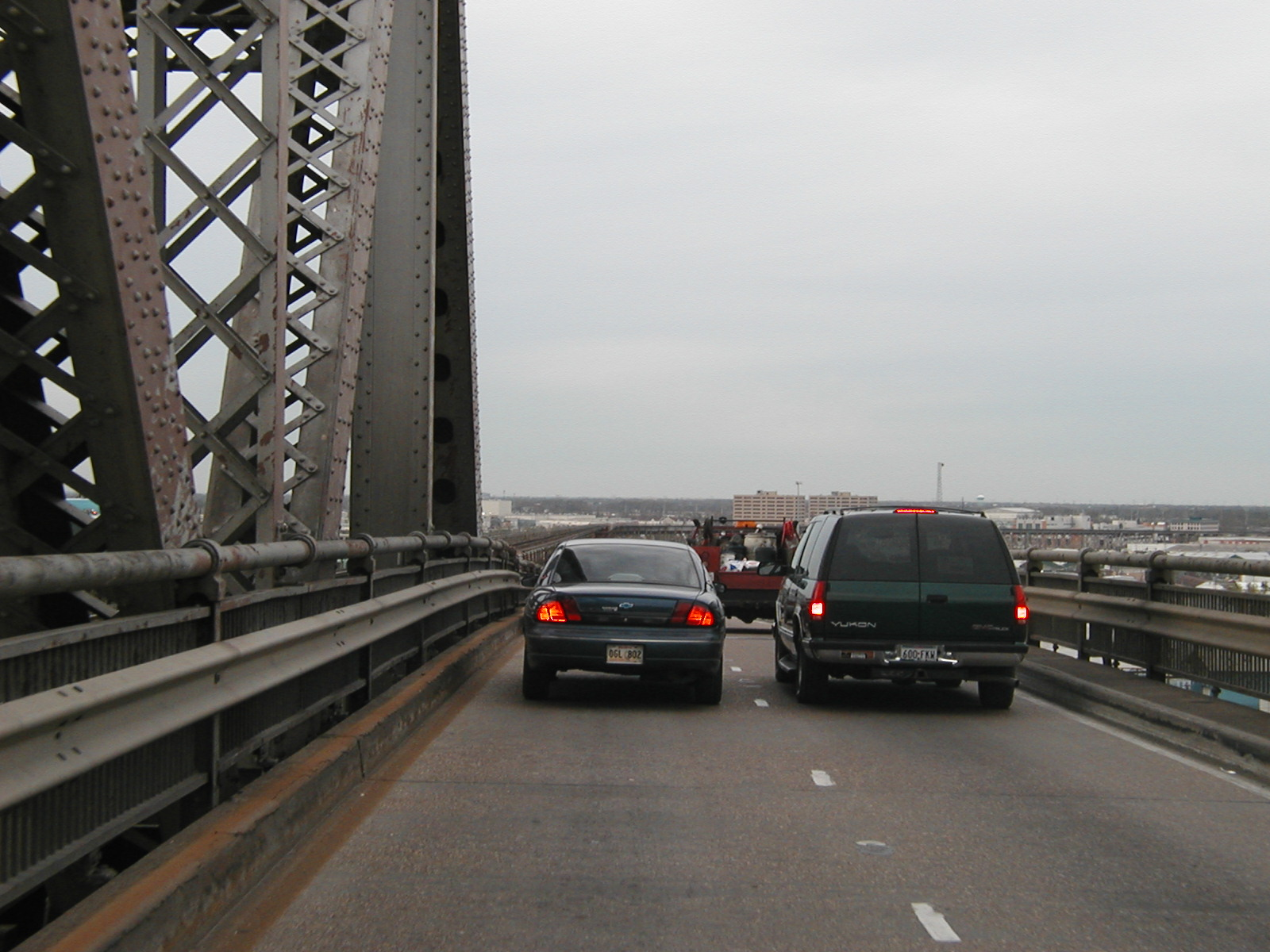
Zweispurige Fahrbahn an den Außenseiten; 2,7 Meter Spurbreite (2006)
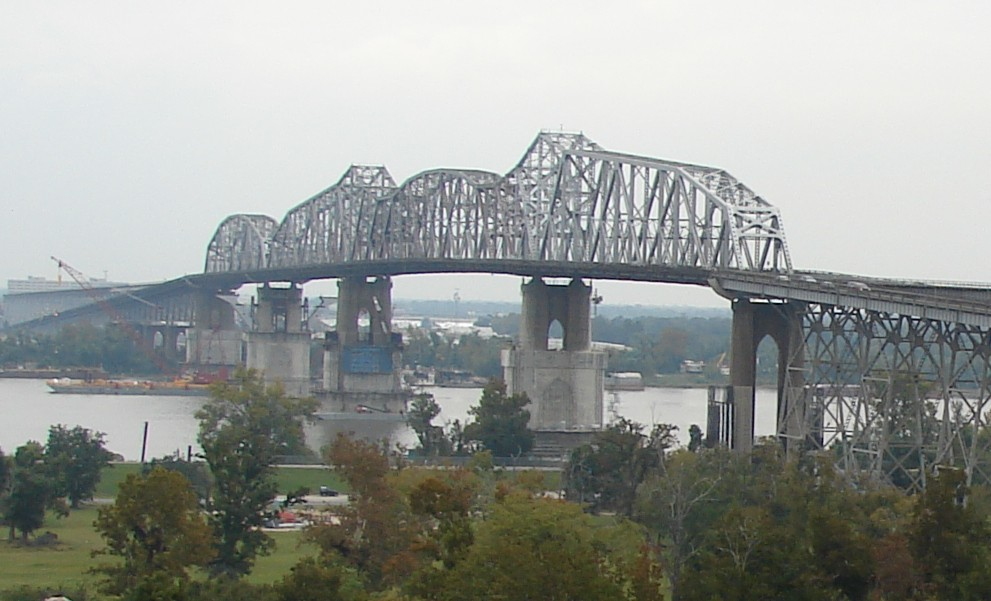
Ummantelung der Strompfeiler zur Verstärkung und Aufnahme der Stahlrahmen (2007)
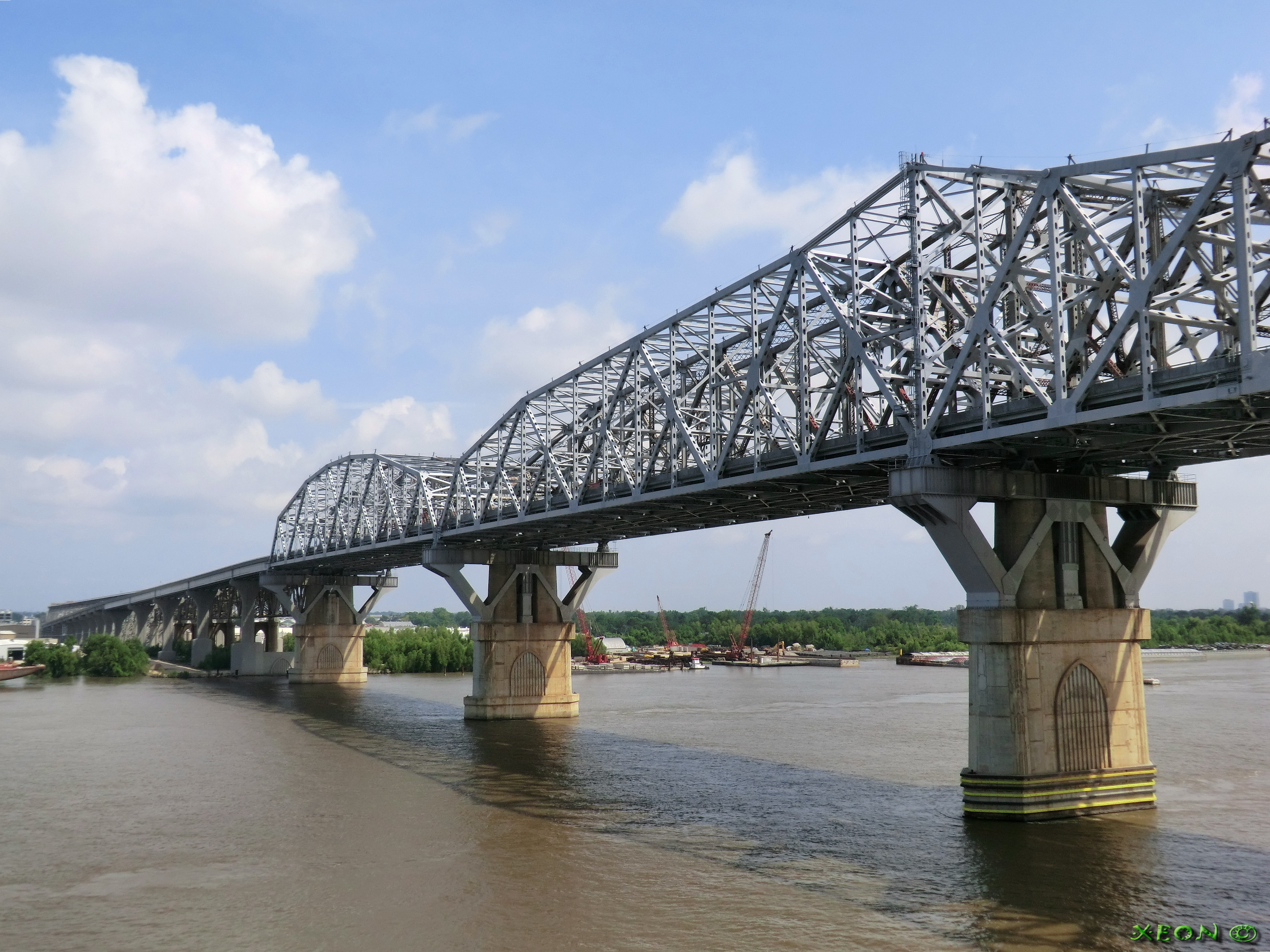
Verbreiterte Fachwerkträger auf den neuen Stahlrahmen der Pfeiler (2013)
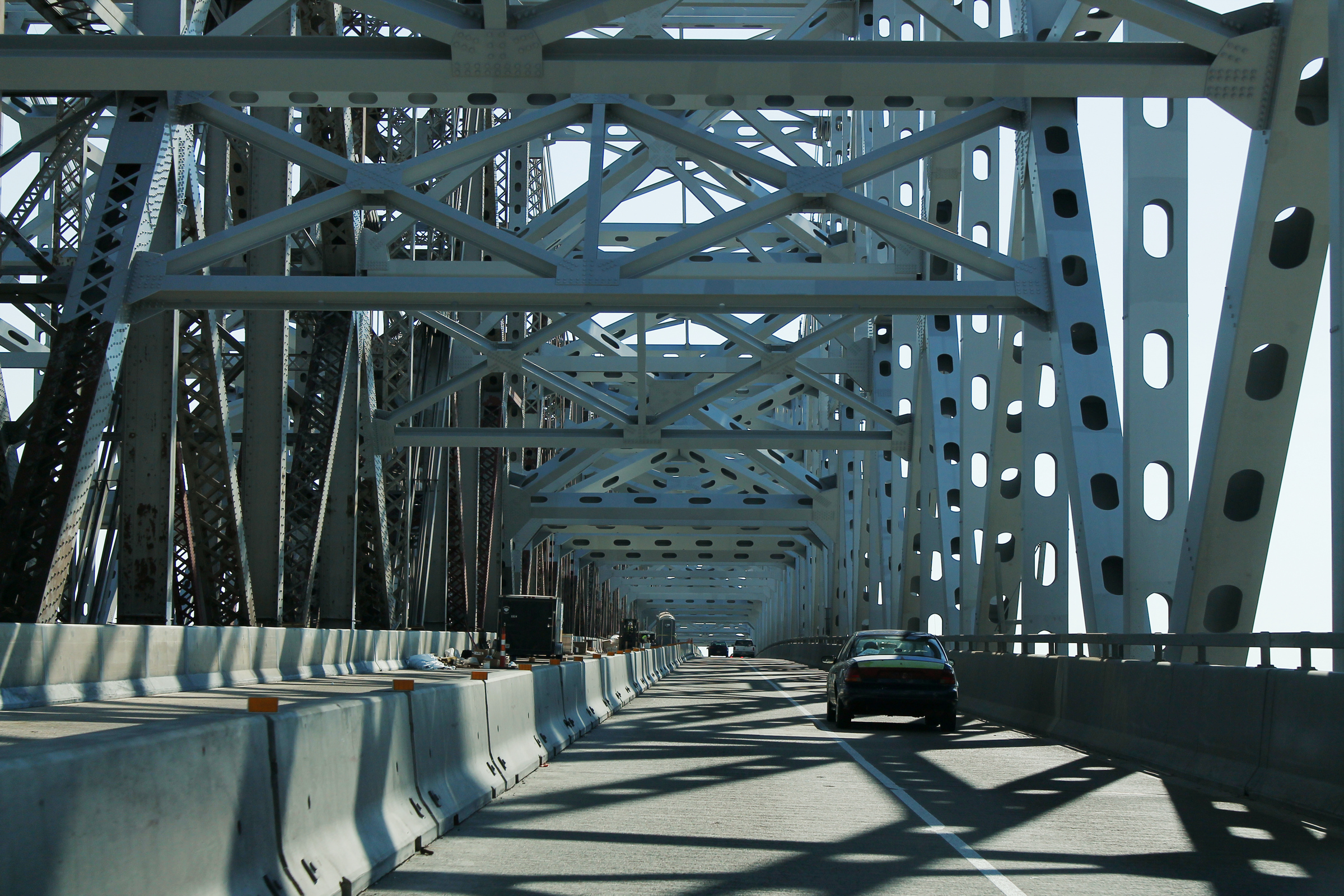
Dreispurige Fahrbahn innerhalb der neuen Fachwerkträger; 3,4 Meter Spurbreite (2013)

Obwohl Modjeski & Masters schon 1992 mit der Ausarbeitung des finalen Designs der zukünftigen Brücke begannen, erstreckte sich die Projektplanung bis ins neue Jahrtausend, sodass mit den Bauarbeiten erst im Jahr 2006 begonnen werden konnte. Besonders am Design der Brückenpfeiler der Hauptbrücke gab es mehrfach Änderungen, da deren Fundamente aus den 1930er Jahren das zusätzliche Gewicht aufnehmen mussten, ohne sich abzusenken. Zudem konnten die Bauarbeiten nur bei laufendem Betrieb erfolgen und der Schiffsverkehr durfte nicht behindert werden. Die Ausführung gliederte sich schließlich in vier Hauptabschnitte und wurde von Louisiana TIMED Managers geleitet, einem Joint Venture von Parsons Brinckerhoff, G.E.C. Inc. und Michael Baker Corp.:

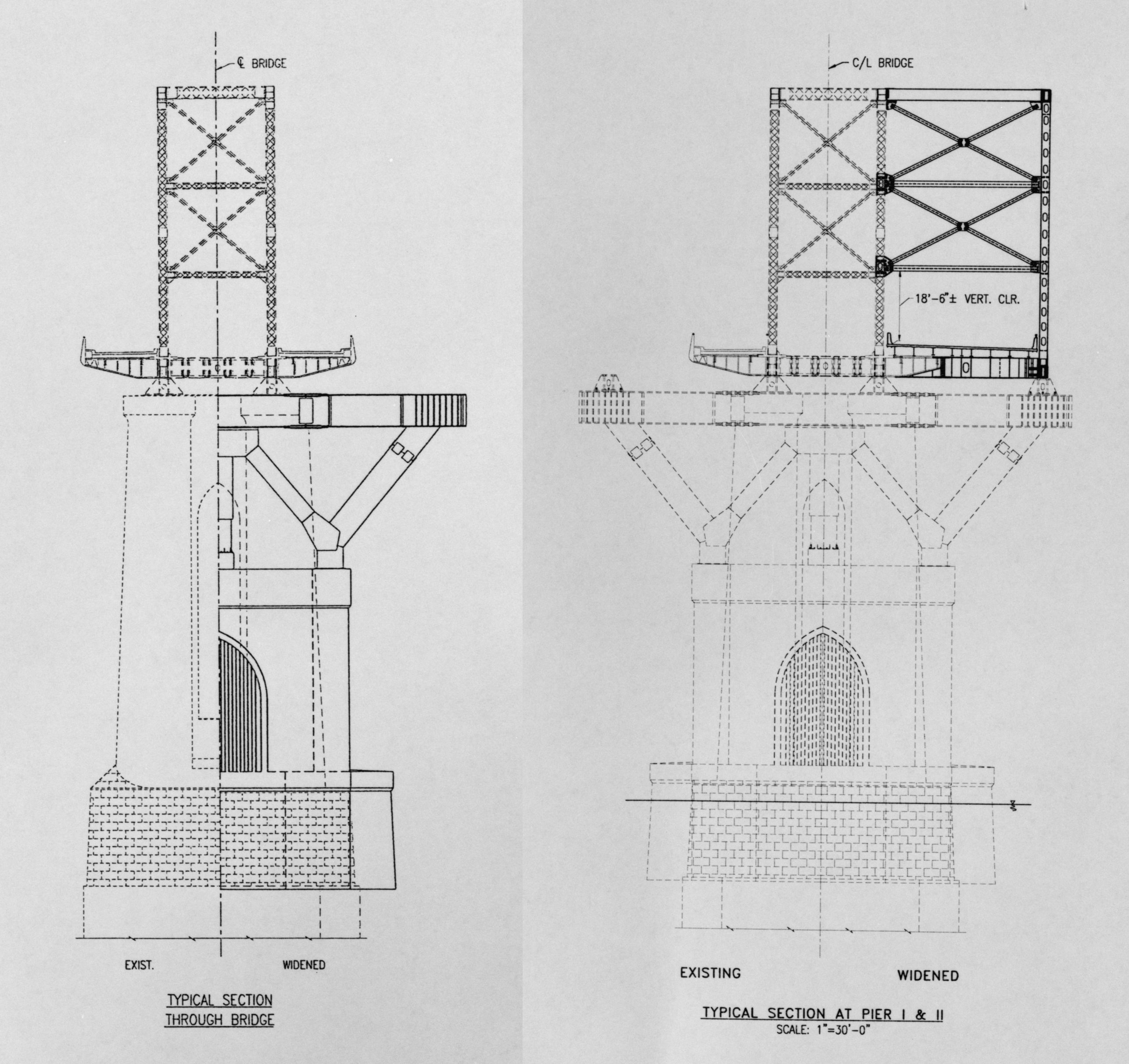
Details der Erweiterung der Brückenpfeiler und des Überbaus

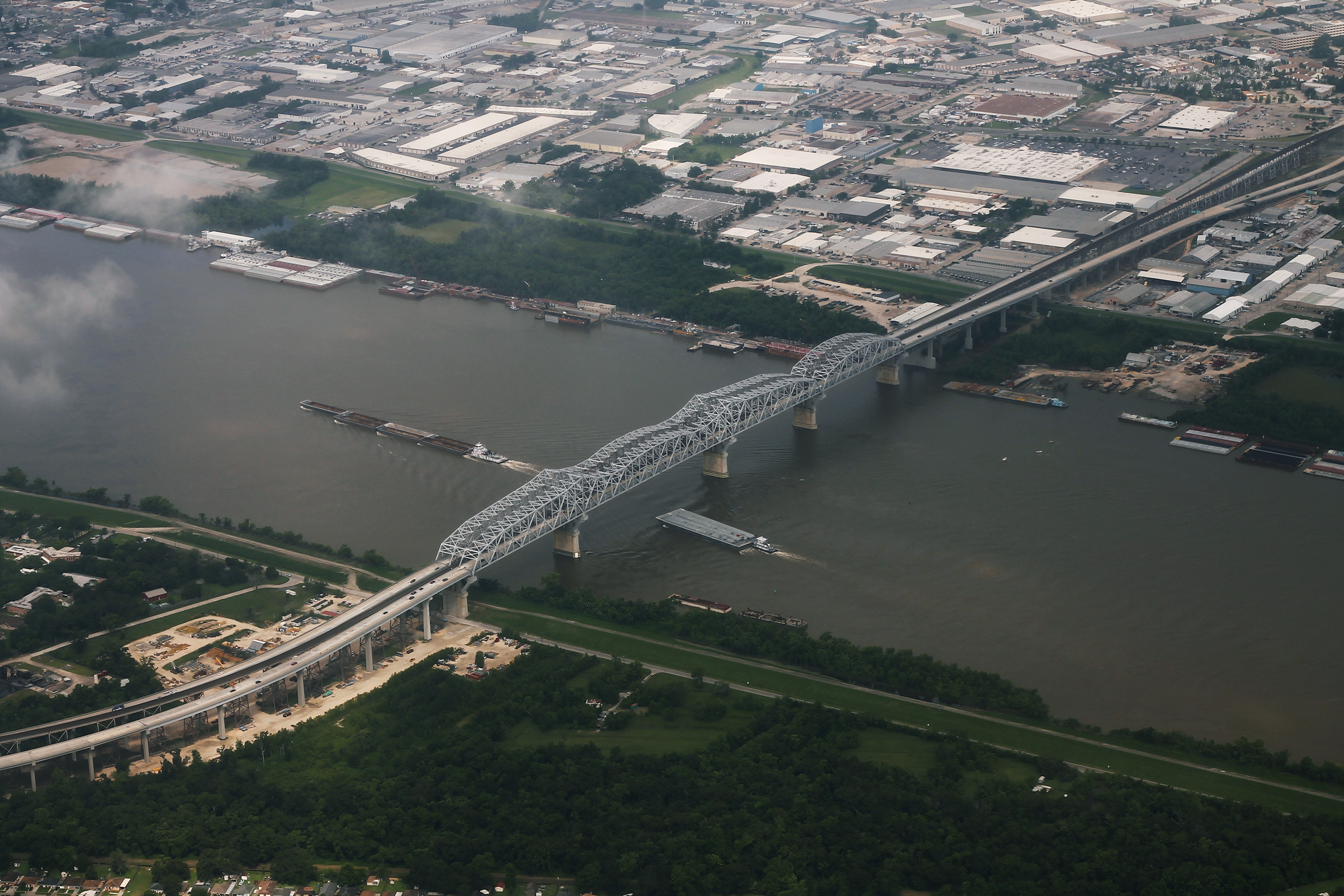
Die fertige Brücke im Juni 2013

1. Die Verbreiterung der fünf Brückenpfeiler der Hauptbrücke erfolgte zwischen April 2006 und Mai 2009. Beginnend ab einer Tiefe von 1,5 Meter – an einer Stufe, auf der die Granit-Verkleidung beginnt – bis auf halbe Höhe über dem Wasser bekamen die Pfeiler eine zusätzliche circa ein bis drei Meter dicke Hülle aus Stahlbeton. Auf dem verbliebenen Abschnitt wurde ein Stahlrahmen montiert, der die zusätzliche Fachwerkskonstruktion des Überbaus trägt und durch seine Form die Kräfte möglichst mittig in die Pfeilerfundamente ableitet.
(Massman Construction; 99 Mio. USD)
2. Einige Modifikationen an den Zufahrten für den Zugverkehr waren für die neue Straßenführung nötig. Dazu wurden zwischen Oktober 2006 und Juni 2008 drei Stahlgittermasten der Trestle-Brücken durch mehrere Stahlbetonbalkenträger ersetzt, unter denen heute Teile der neuen Straßenzufahrten verlaufen.
(Boh Bros. Construction; 14 Mio. USD)
3. Die Verbreiterung der Fachwerkträger der Hauptbrücke war die schwierigste und spektakulärste Bauphase, bei der zwischen 2008 und 2012 die Fachwerkträger der Hauptbrücke aus den 1930er Jahren mit einem weiteren Fachwerk je Seite ergänzt wurden, wodurch ein dreidimensionales Stahl-Fachwerk von über 40 Meter Breite entstand. Der Aufbau erfolgte stufenweise, wobei große Teile vormontiert eingeschwommen und mittels großer Schwimmkräne an ihre Position gehoben wurden. Die größten gehobenen Teilfachwerke waren 161 Meter lang und 35 Meter hoch bei einem Gewicht von etwa 2600 Tonnen; insgesamt wurden zusätzlich 17.000 Tonnen Stahl verbaut.[13][17]
(CTL Group: Joint Venture von Massman Construction, Traylor Brothers und IHI; 453 Mio. USD)
4. Die Errichtung der neuen Zufahrten für den Straßenverkehr erfolgte im letzten Bauabschnitt zwischen 2008 und 2013. Die ursprünglichen zweispurigen Zufahrten waren auf Kragträgern an den Fachwerkträgern mit obenliegendem Gleis und den Stahlgittermasten der Trestle-Brücken befestigt, die nicht erweitert werden konnten. Man separierte die Führung der beiden Verkehrswege vollständig und errichtete dafür neue Stahlbetonpfeiler, die eine Vielzahl von Balkenbrücken tragen, auf denen die jeweils drei Fahrspuren pro Richtung verlaufen. Zudem wurden an den Anschlüssen der Zufahrten die vorhandenen Kreisverkehre durch Kreuzungen ersetzt.
(KMTC Constructors: Joint Venture von Peter Kiewit Sons, Massman Construction und Traylor Brothers; 434 Mio. USD)

### Heutige Nutzung
Die New Orleans Public Belt Railroad (NOPB) als Eigner der Brücke besteht seit über 100 Jahren und betrieb 2017 ein Streckennetz von 42 Kilometern, womit sie als Terminal and Switching Railroad sechs Class-1-Eisenbahngesellschaften untereinander in New Orleans und mit dem Hafen der Stadt verbindet. Neben dem Güterverkehr wird die Stadt auch von den Personenzügen City of New Orleans, Crescent und Sunset Limited von Amtrak bedient, wobei letzterer seine Ursprünge in einer Verbindung der Southern Pacific hat, deren Streckenverlauf bis heute über die Brücke führt. Nach langjährigen Privatisierungsbestrebungen wurde 2017 die Übernahme der NOPB durch den staatlich kontrollierten Port of New Orleans angekündigt, wodurch sich die Stadt langfristig eine bessere Bewältigung und Kontrolle des steigenden Gütervolumens erhofft. Der sechsspurige Straßenteil der Brücke wird vom LaDOTD betrieben. Obwohl für eine Kapazität von täglich 100.000 Fahrzeugen ausgelegt, stieg das Verkehrsaufkommen seit 2013 nicht an und verringerte sich sogar von einst 51.500 Fahrzeugen im Jahre 2002 auf 40.900 Fahrzeuge 2017.

## Beschreibung

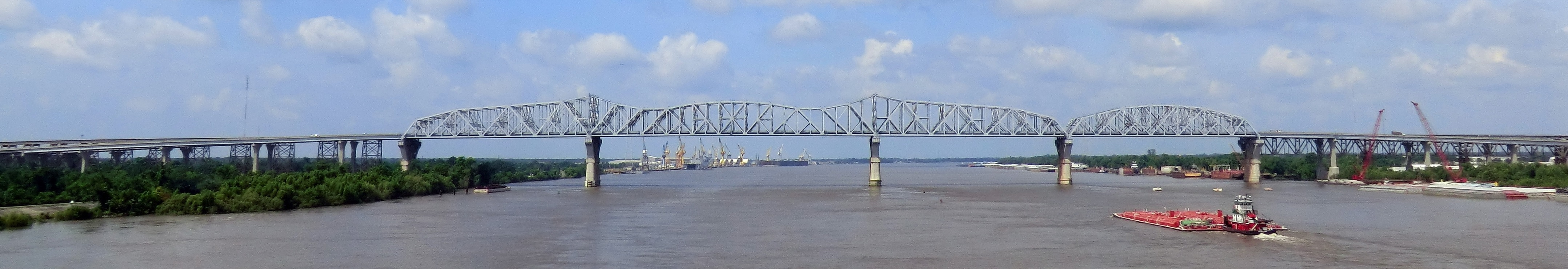
Die 726 m lange Hauptbrücke der Huey P. Long Bridge mit dem Fachwerk-Gerberträger (564 m) und einem einfachen Fachwerkträger mit untenliegenden Gleis (161 m, rechts). Blick flussaufwärts, rechts in Richtung Nordwest nach New Orleans und links nach Südost in Richtung Golf von Mexiko.

Die kombinierte Eisenbahn- und Straßenbrücke gliedert sich in die 726 m lange Hauptbrücke und die separaten Zufahrten für die beiden Verkehrswege, wobei die Gesamtlänge der Eisenbahnbrücke 7 km und die der Straßenbrücke 2,5 km beträgt. Die Brücke beschreibt in ihrer Nord-Süd-Ausrichtung in etwa ein S, die Hauptbrücke verläuft zwischen Nordwest und Südost; entsprechend der Literatur wird aber im Artikel von der West- bzw. Ost-Seite gesprochen.

### Hauptbrücke
Die Hauptbrücke besteht von West nach Ost aus einem 564 m langen Fachwerk-Gerberträger mit Spannweiten von 161 m, 241 m und 161 m, wobei entsprechend dieser speziellen Bauform einer Auslegerbrücke im Mittelteil ein 153 m langer Einhängeträger gelenkig montiert ist. Darauf folgt ein einfacher Fachwerkträger mit untenliegendem Gleis von 161 m Länge. Der Überbau hat eine maximale Höhe von 35 m oberhalb der Strompfeiler des Gerberträgers, bei einer durchgehenden Breite von etwa 42 m. Die Stahlkonstruktion besteht durch die Erweiterung heute aus vier verbundenen Fachwerken, die als Pennsylvania truss ausgeführt sind. Diese Bauform wurde ursprünglich von der Pennsylvania Railroad entwickelt und bis in die 1930er Jahre verwendet. Im Gegensatz zu einem einfachen Ständerfachwerk, sind hier zusätzliche Pfosten sowie zusätzliche Längs- und Querverstrebungen im unteren Bereich angebracht, wodurch die Fachwerkfelder nochmals unterteilt und verstärkt werden. Durch die Verbreiterung erhöhte sich das Gewicht der Stahlkonstruktion von ursprünglich 17.500 t auf 34.500 t.

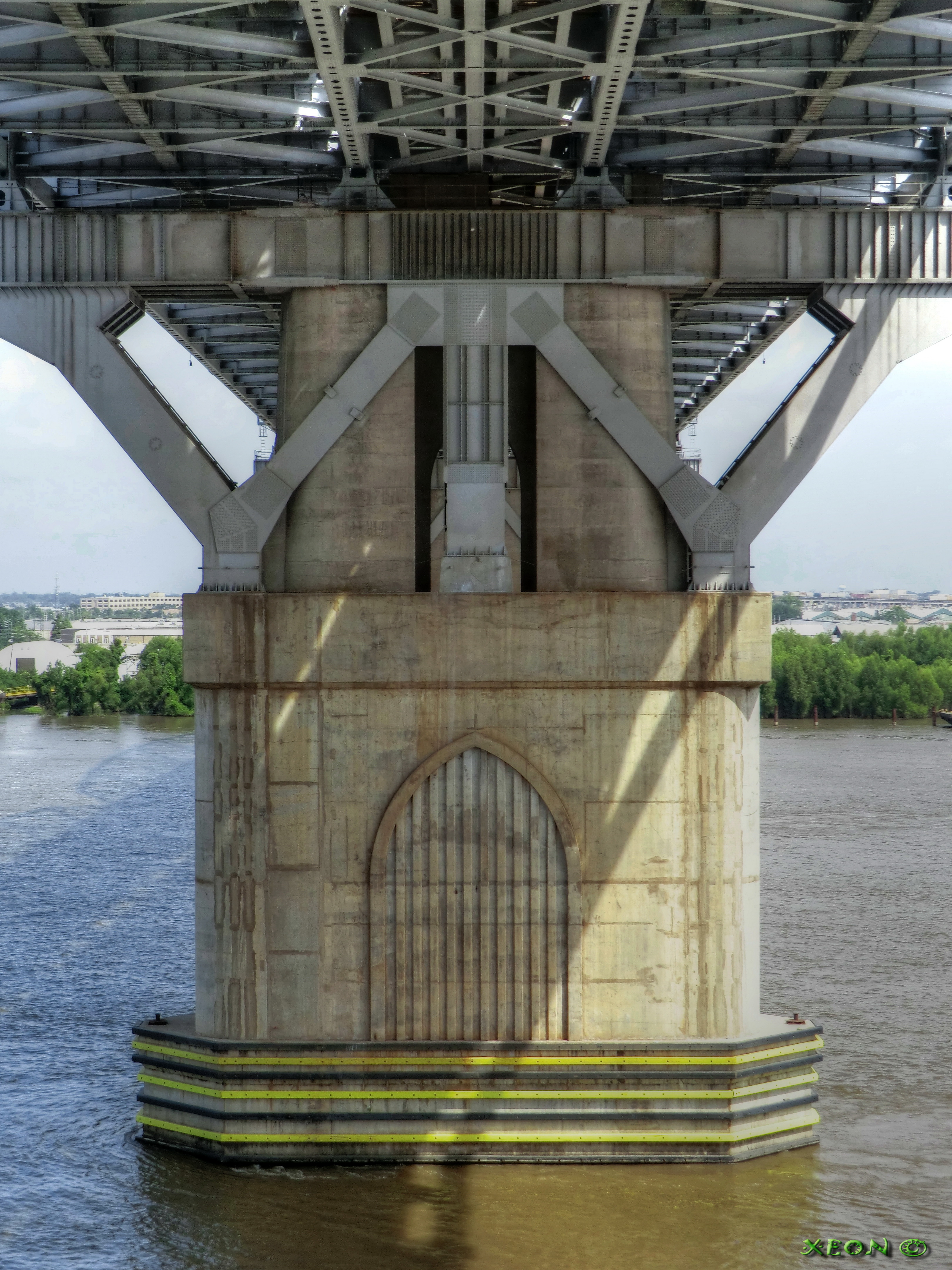
Verstärkte Brückenpfeiler mit den Stahlrahmen, die den erweiterten Überbau tragen

Der Überbau wird von fünf Stahlbeton-Pfeilern getragen, deren Fundamente bis in eine Tiefe von 30 m ins Flussbett abgesenkt wurden, bei Grundflächen von 20 m × 30 m. Sie haben eine Gesamtlänge von etwa 94 m und ragen bei normalem Pegel 44 m aus dem Wasser empor. Die Verbreiterung der Pfeiler erfolgte bis zur Auflage des Stahlrahmens in einer Höhe von 28 m, wo die Pfeiler noch eine Grundfläche von 7,5 m × 24,7 m besitzen. Der den erweiterten Überbau tragende Stahlrahmen ist mit 46 m etwas breiter als die Fachwerkträger, da hier die zusätzlichen Auflager montiert sind.
Die Verkehrswege sind wie folgt aufgeteilt:
- Zwei Eisenbahngleise werden im ursprünglich inneren Fachwerkträger geführt, der eine Breite von 10 m zwischen den Mittelachsen der Gurte besitzt.[22]
- Innerhalb der 15 m breiten Erweiterungen je Seite verlaufen drei 3,4 m breite Fahrspuren mit einem Seitenstreifen von 2,4 m auf der Außenseite und von 0,6 m auf der Innenseite.[11]

### Zufahrten
Die Eisenbahnzufahrten bestehen aus Stahl-Trestle-Brücken, wobei sich auf der West-Seite vorher noch vier parallelgurtige Fachwerkträger mit obenliegendem Gleis an die Hauptbrücke anschließen, von 1× 101 m und 3× 81 m Länge. Die darauf folgende Trestle-Brücke auf der West-Seite hat eine Länge von 2301 m, auf der Ost-Seite ist die Länge 3289 m; die Steigung beträgt auf beiden Seiten 1,25 %. Die langen Zufahrten waren zur Erreichung der lichten Höhe der Hauptbrücke von 47 m nötig, und mit einer Gesamtlänge von 7009 m ist die Huey P. Long Bridge die längste Stahl-Eisenbahnbrücke in den USA. Die Masse an damals verbautem Stahl für die Zufahrten lag bei etwa 35.000 t und ist somit genauso hoch wie das Gewicht des heutigen Überbaus der Hauptbrücke.
Die zweispurigen Zufahrten für den Fahrzeugverkehr verliefen bis zur Erweiterung auf seitlichen Auslegern, die an den Fachwerkträgern und Stahlgittermasten der Trestle-Brücken befestigt waren. Mit der Verbreiterung der Zufahrten auf drei bis vier Spuren pro Seite mussten diese vollständig separiert werden und verlaufen heute auf eigenen Stahlbetonpfeilern, auf denen eine Vielzahl von Balkenbrücken ruhen. Die Steigung beträgt hier 4 %, wodurch sich die Gesamtlänge der beidseitigen Zufahrten nur auf 2462 m summiert.

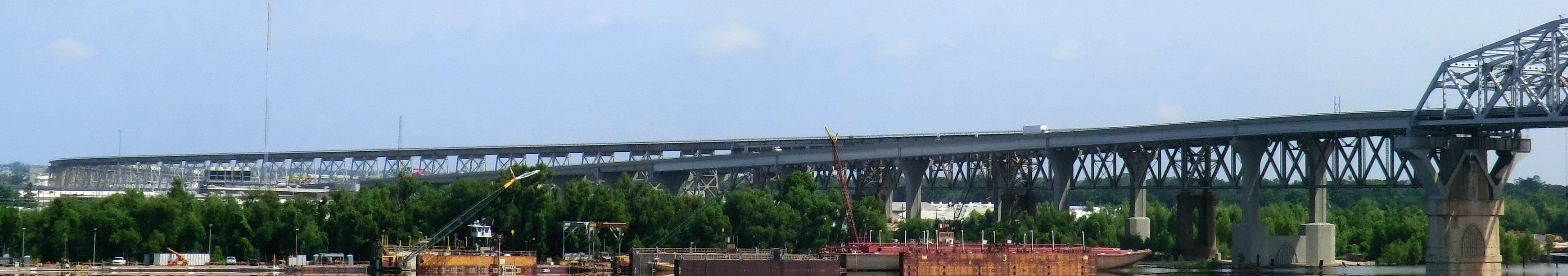
Trestle-Brücke der westlichen (eigentlich in Richtung Nordwest) Eisenbahnzufahrt (Steigung 1,25 %) und den seitlich verlaufenden Straßenzufahrten (4,0 %)